# 1982年大西洋飓风季
1982年大西洋飓风季于1982年6月1日正式开始，同年11月30日结束，通常情况下每年大西洋盆地的绝大多数热带或亚热带气旋都是在这段时间形成。本季的活跃程度偏低，一共只形成六场风暴，其中五场获命名，是1950年气象组织开始为北大西洋热带气旋命名以来获名气旋最少的飓风季，但这个纪录仅保持一年就被打破，本季另有一场没有命名的亚热带风暴（气象机构没有为1974至2001年间的亚热带风暴命名）。全季只形成两场飓风，创下1944年以来新低，其中有一场达到大型飓风标准。飓风季的总体活跃度虽低，但开局很快，飓风阿尔贝托在本季正式开始当天成形，以热带风暴强度对佛罗里达州西南沿海地区构成威胁，还在古巴夺走23条人命。下一场风暴是同样在6月形成的未名亚热带风暴，影响区域和阿尔贝托相同并造成价值1000万美元的破坏。
经过7月的沉寂，热带风暴贝里尔于8月28日成形，之后掠过佛得角并造成三人丧生。其后马上跟进的是第三号热带低气压，于9月初在加勒比海东部和北部行进。贝里尔消散后，热带风暴克里斯于9月9日在墨西哥湾形成。气旋强度不高，从德克萨斯州阿瑟港的萨宾帕斯附近登陆，于9月13日在陆地上空消散。接下来出场的飓风黛比是本季最强烈的风暴。气旋成型阶段就在波多黎各产生降水，然后很快就增强至四级飓风水平。9月18日，黛比经过纽芬兰岛，再于9月20日同不具备热带天气系统特征的低气压区合并。9月中旬，第六号热带低气压在非洲以西移动后向西北偏西前进，但尚未抵达背风群岛便于9月20日逐渐消散。气旋的残留雷暴活动继续向西北偏西移动，于9月25日逼近百慕大期间发展成第七号热带低气压，之后在新斯科舍近海消散。热带风暴埃内斯托是本季最后一场风暴，其持续时间也最短，自始至终位于海上，于10月2日逐渐消散。

## 季节总览
受强烈高空西向气流产生的强烈垂直风切变影响，1982大西洋飓风季的活跃程度很低。这些风切变的产生有多种成因，强烈的厄尔尼诺现象便是其一。大量的垂直风切变足以干扰扰动天气区的对流，令其无法得到进一步发展。影响本季的厄尔尼诺现象之后还会继续影响1983年大西洋飓风季。除此以外，这年飓风季大部分传统活跃时段的非洲沙尘都高于平均水平，同样对热带气旋发展构成不利影响。
本季的活跃程度也通过累积气旋能量指数的低迷反映出来，只有32，尚未达平均水平。大致来说，气旋能量指数通过飓风强度和持续时间计算，强度越高，持续时间越长的风暴，其指数也相应越高。只有在热带系统风速达到或超过每小时63公里（34节）或热带风暴强度时才会计算该指数，并纳入全面的气象公告中。虽然正式统计中不会计算亚热带气旋的数据，但以上累积数值实际上包括风暴的亚热带气旋阶段。

## 风暴

### 飓风阿尔贝托
6月1日，古巴以西近海有结构严密的云系发展成热带低气压。系统缓慢向东北方向穿越墨西哥湾，于6月3日增强成热带风暴并获名“阿尔伯托”（Alberto）。风暴的移动方向很不稳定，但总体是朝东北前进，然后短暂达到一级飓风标准，成为有纪录以来在形成日期最早的6月飓风之一，也是1970年5月的飓风阿尔玛过后形成日期最早的大西洋飓风。接下来由于垂直风切变逐渐增多，气旋迅速减弱成热带风暴，然后回转向西，于6月6日在佛罗里达礁岛群附近完全消散。进入墨西哥后没有登陆便告消散的风暴很少，阿尔伯托便是其中之一。
阿尔贝托虽然自始至终均未登陆，但古巴还是因重大洪灾导致23人丧生，是该国32年来致死人数最多的洪灾。佛罗里达州南部出现中等程度降水，降雨量最高的是门罗县的塔弗尼尔（Tavernier），达418毫米。

### 第一号亚热带风暴
本季首场亚热带风暴于6月18日在墨西哥湾中东部形成，之后一直向东北方向前进直至消散。气旋于18日当晚穿过佛罗里达半岛，当地因此收到多份强烈雷暴天气和龙卷风警告。风暴还降下暴雨，德索托市（DeSoto City）西南方向约13公里处测得272毫米雨量，为全州最高。系统继续前进，经过北卡罗莱纳州的外滩群岛后仍得以保持强度，直至6月20日在纽芬兰岛附近转变成温带气旋。气旋在佛罗里达州夺走三条人命，还令北卡罗莱纳州近海的一艘拖网渔船沉没，造成的损失总额约为1000万美元（1998年美元）。1982年大西洋飓风季只有这一场热带或亚热带风暴曾直接袭击美国东岸。

### 热带风暴贝里尔
8月27日，一股发展状况良好的东风波离开非洲海岸，次日就发展成热带低气压，不久后又升级成热带风暴并获名“贝里尔”（Beryl）。8月29日，气旋从佛得角以南近海掠过，并在朝西北偏西方向前进期间继续强化。8月31日，对流内有眼状特征呈现，表明风速已接近飓风标准，但考虑到眼状特征的位置在深层对流西侧，风暴结构还不够对称，因此估计贝里尔的强度还是略低于飓风下限。此后不久，气旋受强烈风切变的影响而开始消退，下层环流从对流西侧逐渐暴露出来。次日，缺乏对流的贝里尔降级成热带低气压，然后继续西进，在此期间没有重新发展。9月5日，飞入系统的侦察机测得每小时100公里风速，但由于此数据是在飑线上测得，因此不能代表风暴的实际强度。气旋结构再度变得混乱，到了9月6日晚，卫星已无法继续追踪。
贝里尔存在早期就在佛得角萨尔岛产生暴雨和强烈阵风，佛得角群岛普遍受到中等程度破坏，损失总额约有300万美元（1982年美元）。风暴导致布拉瓦岛三人丧生，另有122人受伤。贝里尔过去后，美国向佛得角提供经济及人道主义援助，协助当地恢复到灾前状态。

### 第三号热带低气压
9月6日，第三号热带低气压在小安的列斯群岛以东、热带风暴贝里尔东南方向的北大西洋热带洋面形成。9月7日下午，系统朝背风群岛东北部逼近，但在西南向垂直风切变的影响下无法得到进一步发展。进入北大西洋西南部后，气旋于9月9日在巴哈马以东海域逐渐消散。

### 热带风暴克里斯
9月8日，墨西哥湾内发展出地面低气压区。系统向西飘移，于次日组织成亚热带低气压。受低压槽影响，低气压转向北上，组织结构稳步改善，于9月10日转变成热带风暴并得名“克里斯”（Chris）。达到风力时速100公里的最高强度后，气旋从德克萨斯州萨宾帕斯（Sabine Pass）附近登陆，然后继续朝内陆行进，最终于9月13日在阿肯色州中部上空消散。路易斯安那州南部有6500人疏散，海上多个石油平台的工作人员也转移也内陆。
克里斯沿途普降中雨，并以路易斯安那州新德里最多，达410毫米，密西西比州和田纳西州的降雨总量都在250毫米以上。远至田纳西州及肯塔基州这样的内陆州份都因降雨引发局部严重洪灾，还有多条河流泛滥。风暴还催生出九场龙卷风，其中有四级的强度达到藤田级数的2级以上。登岸期间，气旋产生1.8米高的风暴潮，对墨西哥湾的许多船只构成严重破坏。克里斯沿途造成的损失总额约为200万美元（1982年美元）。

### 飓风黛比
一股东风波离开非洲西岸向西移动，逐渐穿越大西洋并于9月13 日在海地北岸近海组织成热带低气压。气旋转向北上，增强成热带风暴后又进一步升级为飓风。黛比向东北偏北移动，以热带风暴强度掠过百慕大。飓风北上期间继续增强，最终达到的最强风速为每小时210公里。飓风黛比在北纬38°8成为四级飓风，截至2015年仍是有纪录以来唯一在北纬38°以北达到四级飓风强度的风暴，也是位置最偏北的四级大西洋飓风之一，仅次于1978年的飓风艾拉。9月18日气旋经过期间，纽芬兰岛开普雷斯（Cape Race）测得热带风暴强度大风。接下来黛比的移动速度加快，并因行经洋面水温降低而开始减弱。9月20日，风暴同不列颠群岛上空一个不具备热带特征的天气系统合并。
黛比的扰动天气前身令波多黎各普降暴雨，降雨量最高的是该岛西南部，达到327毫米。除降下暴雨外，飓风对加拿大大西洋省份的影响很小。

### 第六号热带低气压
9月16日，第六号热带低气压在佛得角群岛以西约1400公里海域成型，然后朝西北偏西方向穿越热带大西洋。气旋一度抵达背风群岛以东约1210公里洋面，最终于9月20日逐渐消散。

### 第七号热带低气压
第六号热带低气压的残留扰动天气区继续朝西北偏西方向移动，进入北大西洋西南部。9月25日，百慕大以西约443公里洋面有热带低气压形成。气旋蜿蜒向北面及东北方向移动，于9月27日在新斯科舍东南方向的北大西洋海运航线上空消散。

### 热带风暴埃内斯托
9月23日，非洲近海有东风波形成。东风波西侧经过发展，于9月30日成为第六号热带低气压。低气压有所增强，于10月1日突然大幅转向。空军侦察机发现系统风速达到每小时64公里，最低气压1003毫巴（百帕，29.6英寸汞柱）， 低气压因此获名“埃内斯托”（Ernesto）。10月2日，侦察机发现风暴风速已提高到每小时114公里，气压降至997毫巴（百帕，29.4英寸汞柱）。接下来埃内斯托同温带低气压区融合，到10月3日时已失去踪影。这场风暴自始至终没有逼近陆地，所以没有任何报导表明气旋曾造成破坏。

## 风暴名称
以下名单列出1982年用来给北大西洋热带气旋命名的名称，所有名称之后又在1988年大西洋飓风季再度采用。1978年风暴命名方式经过调整，本季采用的绝大多数名称都是首度启用，仅有“佛罗伦萨”（Florence）和“海伦”（Helene）例外，曾于1954、1958、1960和1964年使用过。没有使用的名称以灰色显示。
| - Florence（未用） - Gilbert（未用） | - Helene（未用） - Isaac（未用） - Joan（未用） - Keith（未用） - Leslie（未用） - Michael（未用） - Nadine（未用） | - Oscar（未用） - Patty（未用） - Rafael（未用） - Sandy（未用） - Tony（未用） - Valerie（未用） - William（未用） |

### 退役
世界气象组织没有把1982年大西洋飓风季使用过的任何风暴名称退役。